# Tassrirt
Tassrirt (en àrab تاسريرت, Tāsrīrt; en amazic ⵜⴰⵙⵔⵉⵔⵜ) és una comuna rural de la província de Tiznit, a la regió de Souss-Massa, al Marroc. Segons el cens de 2014 tenia una població total de 1.554 persones.